# A magyar női tenisz-csapatbajnokságok végeredményei
A magyar női tenisz-csapatbajnokság 1931-től kerül megrendezésre. A bajnokságot a Magyar Tenisz Szövetség írja ki és rendezi meg.
A bajnokságokat körmérkőzéses rendszeben játszották. 1989-től két csoportban játszanak, majd rájátszással döntenek a végső helyezésekről. A vidéki csapatok részére 1928-tól írtak ki bajnokságot (Rothermere-vándordíj), 1931-ig városi csapatok, 1932-1934 között területi válogatottak játszottak, 1935-ben pedig vegyes csapatok.
A legtöbb bajnoki címet az Újpesti TE (Bp. Dózsa, Újpesti Dózsa) nyerte, 23-szor győztek.

## A bajnokságok végeredményei
1931
1. Ferencvárosi TC, 2. Budapesti LKE, 3. MAC, 4. BSE
1932
1. Budapesti LKE, 2. BSE, 3. Ferencvárosi TC, 4. MAC, 5. Újpesti TE
1933
1. Budapesti LKE, 2. BSE, 3. MAC, 4. Ferencvárosi TC, 5. BBTE
1934
1. Újpesti TE, 2. Budapesti LKE, 3. BSE, 4. MAC, 5. Ferencvárosi TC
1935
1. Budapesti LKE, 2. Újpesti TE, 3. BBTE, 4. BSE, 5. MAC
Vidék: (vegyes csapatok) 1. Szegedi Kitartás EAC, 2. Debreceni EAC, 3. Győri TE, 4. Miskolci Előre
1936
1. Budapesti LKE, 2. BBTE, 3. Újpesti TE, 4. Ferencvárosi TC, 5. BSE
Vidék: 1. Pestújhelyi SC, 2. Kaposvári Turul SE, 3. Miskolci MOVE TSE, 4. Székesfehérvári TE, 5. Szegedi Kitartás EAC
1937
1. Budapesti LKE, 2. BBTE, 3. BEAC, 4. Újpesti TE, 5. Ferencvárosi TC
Vidék: 1. Miskolci MOVE TSE, 2. Pestújhelyi SC, 3. Győri TE, 4. Szegedi Kitartás EAC
1938
1. BEAC, 2. BBTE, 3. Budapesti LKE, 4. Újpesti TE, 5. BSE
Vidék: 1. Miskolci MOVE TSE, 2. Szegedi Kitartás EAC, 3. Pestújhelyi SC, 4. Pécsi AC, 5. Debreceni EAC
1939
1. BEAC, 2. Újpesti TE, 3. BBTE, 4. MAC, 5. Budapesti LKE
Vidék: 1. Pestújhelyi SC, 2. Gyulai AC, 3. Diósgyőri TC, 4. Pécsi AC, 5. Győri CsE
1940
1. BBTE, 2. BEAC, 3. MAC, 4. BSE, 5. Újpesti TE
Vidék: 1. Pestújhelyi SC, 2. Debreceni EAC, 3. Diósgyőri TC
1941
1. BEAC, 2. BBTE, 3. MAC, 4. BSE, 5. Budapesti LKE
Vidék: nem rendezték meg
1942
1. BBTE, 2. BSE, 3. MAC, 4. BEAC, 5. MAFC
Vidék: 1. Pestújhelyi SC, 2. Debreceni EAC
1943
1. BBTE, 2. BEAC, 3. BSE, 4. MAC, 5. Budapesti LKE
Vidék: 1. Pestújhelyi SC, 2. Balatoni SC
1944
Ebben az évben a bajnokságot egyenes kieséses rendszerben játszották.
1. BBTE, 2. BEAC, 3. MAC és Kecskeméti AC, 5. Pestújhelyi SC és Debreceni EAC és Kolozsvári EAC és Kaposvári Turul SE
1946
1. BEAC, 2. BBTE, 3. Újpesti TE, 4. MAFC
1947
1. BEAC, 2. Újpesti TE, 3. Vasas SC (volt BBTE), 4. Postás SE, 5. MAFC
Vidék: 1. Kecskeméti MADISZ, 2. Egri VMTK, 3. Debreceni EAC, 4. Pestújhelyi MSC (volt Pestújhelyi SC)
1948
1. BEAC, 2. Újpesti TE, 3. Vasas SC, 4. Közalkalmazottak SE, 5. MAFC, 6. Postás SE
1949
1. Újpesti TE, 2. Vasas SC, 3. Közalkalmazottak SE, 4. BSE, 5. Ferencvárosi TC, 6. Postás SE
Vidék: 1. Diósgyőri VTK
1950
1. Bp. Vasas (volt Vasas SC), 2. Közalkalmazottak SE, 3. Bp. Dózsa (volt Újpesti TE), 4. BSE, 5. Csepeli Vasas, 6. ÉDOSZ SE (volt Ferencvárosi TC)
Vidék: 1. Pécsi KaSE, 2. Diósgyőri Vasas (volt Diósgyőri VTK), 3. Kecskeméti VSK, 4. Szombathelyi Postás
1951
1. Bp. Vasas, 2. Bp. Dózsa, 3. Bp. Petőfi (volt Közalkalmazottak SE), 4. Bp. Honvéd, 5. Bp. Petőfi VTSK (volt BSE), 6. Csepeli Vasas
1952
1. Bp. Vasas, 2. Bp. Dózsa, 3. Bp. Petőfi, 4. Csepeli Vasas, 5. Bp. Honvéd, 6. Bp. Kinizsi, 7. Bp. Vörös Meteor, 8. Bp. Fáklya, 9. Előre Autótaxi
1953
1. Bp. Dózsa, 2. Bp. Vasas, 3. Bp. Honvéd, 4. Bp. Petőfi VTSK, 5. Vasútépítő Lokomotív, 6. Csepeli Vasas, 7. Bp. Kinizsi, 8. Bp. Lendület
1954
1. Bp. Dózsa, 2. Bp. Vasas, 3. Bp. Petőfi VTSK, 4. Bp. Kinizsi, 5. Bp. Vörös Meteor, 6. Bp. Gyárépítők, 7. Vasútépítő Lokomotív, 8. Csepeli Vasas
1955
1. Bp. Dózsa, 2. Bp. Vasas, 3. Bp. Bástya VTSK (volt Bp. Petőfi VTSK), 4. Bp. Vörös Meteor, 5. Bp. Gyárépítők, 6. Bp. Kinizsi, 7. Vasútépítő Törekvés (volt Vasútépítő Lokomotív), 8. Csepeli Vasas
1956
1. Bp. Vasas, 2. Bp. Dózsa, 3. Bp. Bástya VTSK, 4. Bp. Bástya (volt Bp. Petőfi), 5. Bp. Vörös Meteor, 6. Bp. Kinizsi, 7. Bp. Gyárépítők, 8. Vasútépítő Törekvés
1957
1. Vasas SC (volt Bp. Vasas), 2. Újpesti Dózsa (volt Bp. Dózsa), 3. Bp. Vörös Meteor, 4. Diósgyőri VTK (volt Diósgyőri Vasas), 5. Bp. VTSK (volt Bp. Bástya VTSK), 6. Vasúti Főosztály SC, 7. Ferencvárosi TC (volt Bp. Kinizsi), 8. Bp. Petőfi (volt Bp. Bástya), 9. Bp. Gyárépítők, 10. Bp. Honvéd
1958
1. Vasas SC, 2. Újpesti Dózsa, 3. Bp. Vörös Meteor, 4. Diósgyőri VTK, 5. Bp. Petőfi, 6. Ferencvárosi TC, 7. Bp. VTSK, 8. Pécsi EAC, 9. Bp. Gyárépítők, 10. Vasúti Főosztály SC
1959
1. Vasas SC, 2. Újpesti Dózsa, 3. Bp. Vörös Meteor, 4. Diósgyőri VTK, 5. Bp. Honvéd, 6. Bp. VTSK, 7. Bp. Petőfi, 8. Győri Vasas ETO, 9. Ferencvárosi TC (a Bp. Petőfi–Ferencvárosi TC mérkőzés eredménye hiányzik)
1960
1. Vasas SC, 2. Újpesti Dózsa, 3. Bp. Vörös Meteor, 4. Diósgyőri VTK, 5. Bp. Honvéd, 6. Bp. VTSK, 7. Pécsi EAC, 8. Bp. Gyárépítők
1961
1. Újpesti Dózsa, 2. Vasas SC, 3. Bp. Vörös Meteor, 4. Bp. Petőfi, 5. Bp. VTSK, 6. Diósgyőri VTK, 7. Bp. Honvéd, 8. Ganz-MÁVAG VSE
1962
1. Újpesti Dózsa, 2. Vasas SC, 3. Bp. Vörös Meteor, 4. Bp. Petőfi, 5. Diósgyőri VTK, 6. MAFC, 7. Bp. VTSK, 8. Ferencvárosi TC
1963
1. Újpesti Dózsa, 2. Vasas SC, 3. Diósgyőri VTK, 4. Bp. Honvéd, 5. Bp. Spartacus, 6. Bp. Vörös Meteor, 7. Bp. Petőfi, 8. MAFC
1964
1. Újpesti Dózsa, 2. Bp. Spartacus, 3. Bp. Honvéd, 4. Vasas SC, 5. Diósgyőri VTK, 6. Ferencvárosi TC
1965
1. Újpesti Dózsa, 2. Bp. Honvéd, 3. Bp. VTSK, 4. Bp. Spartacus, 5. Vasas SC, 6. Diósgyőri VTK
1966
1. Vasas SC, 2. Bp. Honvéd, 3. Bp. Spartacus, 4. Újpesti Dózsa, 5. Bp. Petőfi, 6. Bp. VTSK
1967
1. Újpesti Dózsa, 2. Vasas SC, 3. Bp. Honvéd, 4. Bp. Spartacus, 5. Bp. Petőfi, 6. Diósgyőri VTK
1968
1. Vasas SC, 2. Bp. Honvéd, 3. Újpesti Dózsa, 4. Bp. VTSK, 5. Bp. Spartacus, 6. Bp. Petőfi
1969
1. Bp. Honvéd, 2. Vasas SC, 3. Újpesti Dózsa, 4. Bp. Spartacus, 5. Bp. VTSK, 6. Bp. Vörös Meteor
1970
1. Vasas SC, 2. Újpesti Dózsa, 3. Bp. Honvéd, 4. Bp. Spartacus, 5. BSE (volt Bp. VTSK és Bp. Petőfi), 6. MAFC
1971
1. Vasas SC, 2. Újpesti Dózsa, 3. Bp. Spartacus, 4. Bp. Honvéd, 5. BSE, 6. VM Egyetértés (volt Bp. Vörös Meteor)
1972
1. Bp. Spartacus, 2. Vasas SC, 3. Újpesti Dózsa, 4. Bp. Honvéd, 5. BSE, 6. Pécsi EAC
1973
1. Vasas SC, 2. Újpesti Dózsa, 3. Bp. Honvéd, 4. BSE, 5. Bp. Spartacus, 6. Rába ETO (volt Győri Vasas ETO)
1974
1. BSE, 2. Vasas SC, 3. Bp. Spartacus, 4. Bp. Honvéd, 5. Újpesti Dózsa, 6. VM Egyetértés, 7. BVSC
1975
1. Újpesti Dózsa, 2. BSE, 3. Vasas SC, 4. Bp. Honvéd, 5. Bp. Spartacus, 6. Haladás VSE, 7. Rába ETO
1976
1. Újpesti Dózsa, 2. BSE, 3. Vasas SC, 4. Bp. Spartacus, 5. Bp. Honvéd, 6. MTK-VM (volt MTK és VM Egyetértés), 7. BVSC
1977
1. BSE, 2. Újpesti Dózsa, 3. Vasas SC, 4. Bp. Spartacus, 5. Eger SE, 6. MTK-VM, 7. Bp. Honvéd, 8. Rába ETO
1978
1. Újpesti Dózsa, 2. BSE, 3. Vasas SC, 4. Bp. Spartacus, 5. MTK-VM, 6. Nyíregyházi VSSC, 7. BVSC, 8. Eger SE
1979
1. Újpesti Dózsa, 2. BSE, 3. Bp. Spartacus, 4. Vasas SC, 5. MTK-VM, 6. Nyíregyházi VSSC, 7. Bp. Honvéd, 8. Haladás VSE
1980
1. BSE, 2. Újpesti Dózsa, 3. Bp. Spartacus, 4. Vasas SC, 5. MTK-VM, 6. Nyíregyházi VSSC, 7. BVSC, 8. Eger SE
1981
1. Újpesti Dózsa, 2. BSE, 3. Bp. Spartacus, 4. Vasas SC, 5. MTK-VM, 6. Bp. Honvéd, 7. Nyíregyházi VSSC, 8. Haladás VSE
1982
1. Újpesti Dózsa, 2. BSE, 3. Vasas SC, 4. Bp. Spartacus, 5. MTK-VM
1983
1. Újpesti Dózsa, 2. Bp. Spartacus, 3. Vasas SC, 4. BSE, 5. Bp. Honvéd
1984
1. Újpesti Dózsa, 2. Vasas SC, 3. BSE, 4. Bp. Spartacus, 5. MTK-VM
1985
1. Újpesti Dózsa, 2. Bp. Spartacus, 3. Vasas SC, 4. BSE, 5. BEAC
1986
1. Újpesti Dózsa, 2. Bp. Spartacus, 3. Vasas SC, 4. BSE, 5. MTK-VM
1987
1. Újpesti Dózsa, 2. Bp. Spartacus, 3. Bp. Honvéd, 4. Vasas SC, 5. MTK-VM, 6. BSE
1988
1. Bp. Honvéd, 2. Bp. Spartacus, 3. Újpesti Dózsa, 4. MTK-VM, 5. Vasas SC, 6. BEAC
1989
1. Bp. Spartacus, 2. MTK-VM, 3. Vasas SC, 4. BSE, 5. Bp. Honvéd, 6. Újpesti Dózsa, 7. Eger SE, 8. BEAC
1990
1. Vasas SC, 2. Újpesti Dózsa, 3. Bp. Spartacus, 4. BSE, 5. Soproni VSE, 6. MTK-VM, 7. Eger SE, 8. Boglárlellei SC
1991
1. Vasas SC, 2. Bp. Spartacus, 3. Újpesti TE (volt Újpesti Dózsa), 4. BSE, 5. MTK-VM, 6. Eger SE, 7. Soproni VSE, 8. Csongrádi TC
1992
1. Újpesti TE, 2. Vasas SC, 3. Bp. Spartacus, 4. MTK (volt MTK-VM), 5. BSE, 6. Eger SE, 7. Soproni VSE, 8. Keresztúri TC
1993
1. Vasas SC, 2. Újpesti TE, 3. Pécsi VTC, 4. Bp. Spartacus, 5. BSE, 6. MTK, 7. Eger SE, 8. BEAC
1994
1. Vasas SC, 2. Pécsi VTC, 3. Újpesti TE, 4. Bp. Spartacus, 5. BSE, 6. Malév SC, 7. Balatonboglári SC, 8. MTK
1995
1. Vasas SC, 2. Bp. Spartacus, 3. LRI-Malév SC, 4. Újpesti TE, 5. BSE és Pécsi VTC, 7. Balatonboglári SC
1996
1. Bp. Spartacus, 2. Vasas SC, 3. Balatonboglári SC, 4. Újpesti TE, 5. BSE és LRI-Malév SC, 7. Haladás VSE és Pécsi VTC
1997
1. Bp. Spartacus, 2. Vasas SC, 3. LRI-Malév SC, 4. BSE, 5. Zalaegerszegi TE és Metró RSC, 7. Újpesti TE és Szegedi SADE
1998
1. LRI-Malév SC, 2. Bp. Spartacus, 3. BSE, 4. Vasas SC, 5. Metró RSC és Zalaegerszegi TE, 7. Szegedi TC és Újpesti TE
1999
1. Bp. Spartacus, 2. LRI-Malév SC, 3. Vasas SC, 4. BSE, 5. Zalaegerszegi TE, 6. Metró RSC
2000
1. LRI-Malév SC-Római TA, 2. Bp. Spartacus, 3. Vasas SC, 4. Zalaegerszegi TE, 5. BSE és Tabáni Spartacus, 7. MTK és Metró RSC
2001
1. LRI-Malév SC, 2. Bp. Spartacus, 3. Zalaegerszegi TE, 4. Vasas SC, 5. Siófoki Spartacus és Győri TC, 7. Tabáni Spartacus, a BSE visszalépett
2002
1. Bp. Spartacus, 2. Vasas SC, 3. LRI-Malév SC, 4. Zalaegerszegi TE, 5. Tálentum TC és Siófoki Spartacus, 7. Pécsi VTC, a Győri TC visszalépett
2003
1. Bp. Spartacus, 2. Vasas SC, 3. Zalaegerszegi TE, 4. LRI-Malév SC, 5. MTK és Tálentum TC, 7. Tabáni Spartacus
2004
1. Bp. Spartacus, 2. MTK, 3. Vasas SC, 4. Zalaegerszegi TE, 5. Tabáni Spartacus és Tálentum TC, 7. Szentendre Polgári TC és Agárdi TC
2005
1. MTK-Újbuda TC, 2. Bp. Spartacus, 3. Zalaegerszegi TE, 4. Vasas SC, 5. Pécs 2000 TC-Székesfehérvár ’97 TC, 6. Soproni VSE, 7. Tabáni Spartacus, 8. Szentendre Polgári TC
2006
1. Bp. Spartacus, 2. Pécs 2000 TC-Székesfehérvár ’97 TC, 3. MTK-Újbuda TC, 4. Soproni VSE, 5. Pécsi VTC, 6. Zalaegerszegi TE, 7. Tabáni Spartacus, 8. Vasas SC-Tálentum TC
2007
1. MTK-Újbuda TC, 2. Bp. Spartacus, 3. Pécs 2000 TC-Székesfehérvár ’97 TC, 4. IDOM Team 2000 TSE, 5. Tabáni Spartacus, 6. Soproni VSE, 7. Vasas SC, 8. Pécsi VTC
2008
1. Bp. Spartacus, 2. Pécs 2000 TC, 3. MTK-Erzsébetváros, 4. Tabáni Spartacus, 5. IDOM Team 2000 TSE, 6. Metró RSC, 7. Budaörsi SC, 8. Soproni VSE
2009
1. Bp. Spartacus, 2. MTK-Erzsébetváros, 3. IDOM Team 2000 TSE, 4. Metró RSC, 5. Budaörsi SC, 6. Tabáni Spartacus, 7. Pécs 2000 TC, 8. Balatonboglári TC
2010
1. Tabáni Spartacus, 2. MTK-Újbuda TC, 3. Ábris Team 2010 TSE (volt IDOM Team 2000 TSE), 4. Budaörsi SC, 5. Pécs 2000 TC-Hód TC, 6. Metro RSC-BSE, 7. Bp. Spartacus, 8. Pécsi VTC
2011
1. MTK-Újbuda TC, 2. Ábris Team 2010 TSE, 3. Tabáni Spartacus, 4. Pécs 2000 TC, 5. Budaörsi SC, 6. Metro RSC-BSE, 7. Dunakeszi VTC-Diego VKE, 8. Top Sport SE-Fortuna SE
2012
1. MTK, 2. Tabáni Spartacus, 3. Ábris Team 2010 TSE, 4. Ferencvárosi TC-Diego VKE, 5. Metro RSC, 6. Budaörsi SC, 7. Fortuna SE-Tálentum TC, 8. Pécs 2000 TC
2013
1. MTK, 2. Ábris Team 2010 TSE, 3. Diego VKE, 4. Fortuna SE-Tálentum TC, 5. Metro RSC, 6. Budaörsi SC, 7. Gellért SE-Szentesi TK, 8. Tabáni Spartacus
2014
1. MTK, 2. Diego VKE, 3. Zalaegerszegi TE, 4. Fortuna SE-Tálentum TC-Siófok KC, 5. Budaörsi SC, 6. Ábris Team 2010 TSE, 7. Metro RSC
2015
1. MTK-Achilles SE, 2. Zalaegerszegi TE, 3. Diego VKE, 4. Pasarét TK, 5. Fortuna SE-Tálentum TC-Siófok KC és Budaörsi SC
2016
1. MTK-BLKE, 2. Diego SC, 3. Budaörsi SC, 4. Ábris Team 2010 TSE, 5. Pécsi VTC
2017
1. Diego SC-Fehérvár Kiskút TK, 2. MTK-BLKE, 3. Győri AC, 4. Budaörsi SC, 5. Pécsi VTC
2018
1. MTK, 2. Fehérvár Kiskút TK, 3. Győri AC, 4. Budaörsi SC, 5. Pécsi VTC, 6. Fortuna SE
2019
1. MTK, 2. Győri AC, 3. Fehérvár Kiskút TK, 4. Budaörsi SC, 5. Százhalombattai VUK SE, 6. Pécsi VTC
2020
1. MTK, 2. Sportmánia-Pécsi VTC, 3. Fehérvár Kiskút TK, 4. Fortuna SE, 5. Budaörsi SC, 6. Százhalombattai VUK SE
2021
1. MTK, 2. Fehérvár Kiskút TK, 3. Szegedi TE-Sportmánia, 4. Budaörsi SC, 5. Fortuna SE, 6. Debreceni EAC
2022
1. MTK, 2. Gellért SE, 3. Szegedi TE-Sportmánia, 4. Fehérvár Kiskút TK, 5. Budaörsi SC
2023
1. Fehérvár Kiskút TK, 2. MTK, 3. Gellért SE, 4. Szegedi TE-Sportmánia, 5. Budaörsi SC, 6. Debreceni EAC
2024
1. Fehérvár Kiskút TK, 2. MTK, 3. Gellért SE, 4. Szegedi TE-Sportmánia, 5. Bp. Honvéd, 6. Budaörsi SC
2025
1. Fehérvár Kiskút TK, 2. MTK, 3. Bp. Honvéd, 4. Gellért SE, 5. Szegedi TE-Sportmánia, 6. PG Tenisz